# Šumska tratinčica
šumska tratinčica (ovčica, krasuljak, babica, lat. Bellis sylvestris), biljna vrsta iz porodice glavočika raširena po Sredozemlju Europe, Azije i Afrike.
B. sylvestris je trajnica čije ime “sylvestris” dolazi od riječi silvestris što na latinskom znači "živjeti u šumi". Najradije raste u sjeni ili na vlažnim mjestima u zaštićenim šumovitim predjelima, šikarama, kamenim kotlinama na stjenovitim obalama ili dolinama. 
Naraste do petnaest centimetara (šest inča) u visinu. Stabljika je gola, bez lišća koja raste izravno iz tla. Listovi su prizemni. Cvijet je bijel, na vrhu stabljike. Plod je dlakava ahenija ponekad s rudimentarnim papusom kratkih čekinja. Postoje dvije podvrste.

## Podvrste
- Bellis sylvestris subsp. sylvestris
- Bellis sylvestris subsp. pappulosa (Boiss. & Reut. ex DC.) Coste. Portugal, Francuska, Španjolska, Maroko, Alžir

## Sinonimi
- Bellis atlantica Boiss. & Reut.
- Bellis hirta Host
- Bellis longifolia Orph. ex Nym.
- Bellis sylvestris var. atlantica (Boiss. & Reut.) Batt.
- Brachyscome sylvestris (Cyr.) Klatt
- Doronicum bellidiastrum Sibth. & Sm.